# ハッピーイヤーズ・イブ
『ハッピーイヤーズ・イブ』（はっぴーいやーずいぶ、原題：全球熱恋、英題：Love in Space）は、2011年に製作された中華人民共和国・香港・アメリカ合衆国合作の恋愛映画。監督はトニー・チャンとウィン・シャで、2人が監督した2010年の映画『ホット・サマー・デイズ』の姉妹編。
日本では劇場未公開で、2012年6月6日に20世紀フォックス・ホーム・エンターテイメント・ジャパンよりDVDが発売された。

## キャスト
- マイケル：アーロン・クォック
- ジョニー：イーソン・チャン
- ローズ：レネ・リウ
- リリー：グイ・ルンメイ
- ピオニー：アンジェラベイビー
- ウェン：ジン・ボーラン
- シュイ・ファン
- リュー・チャーフィー
- チャップマン・トウ

## スタッフ
- 監督：トニー・チャン、ウィン・シャ
- 脚本：トニー・チャン、ホー・マンマン
- 製作：フルーツ・チャン
- 音楽：エディ・チュン